# Eriovixia excelsa
Eriovixia excelsa là một loài nhện trong họ Araneidae.
Loài này thuộc chi Eriovixia. Eriovixia excelsa được Eugène Simon miêu tả năm 1889.